# Hesperocosa
Hesperocosa is een geslacht van spinnen uit de familie wolfspinnen (Lycosidae).

## Soorten
De volgende soorten zijn bij het geslacht ingedeeld:
- Hesperocosa unica (Gertsch & Wallace, 1935)